# The Story of Seabiscuit
Pour plus de détails, voir Fiche technique et Distribution.
The Story of Seabiscuit est un film américain réalisé par David Butler, sorti en 1949.

## Fiche technique
- Titre : The Story of Seabiscuit
- Réalisation : David Butler
- Scénario : John Taintor Foote (en)
- Photographie : Wilfred M. Cline
- Montage : Irene Morra
- Musique : David Buttolph
- Couleur : Technicolor
- Société de production : Warner Bros.
- Pays d'origine : États-Unis
- Genre : Drame
- Durée : 98 minutes
- Date de sortie : 1949

## Distribution
- Shirley Temple : Margaret O'Hara / Knowles
- Barry Fitzgerald : Shawn O'Hara
- Lon McCallister : Ted Knowles
- Rosemary DeCamp : Mme Charles S. Howard
- Donald MacBride : George Carson
- Pierre Watkin : Charles S. Howard (en)
- William Forrest : Thomas Milford
- Clinton Rosemond : Swipe